# Deportivo Táchira Fútbol Club
Il Deportivo Táchira Fútbol Club, meglio noto come Deportivo Táchira, è una società calcistica venezuelana con sede nella città di San Cristóbal. Milita in Primera División, la massima serie del campionato venezuelano. Ha vinto per nove volte il campionato nazionale e per una volta la coppa nazionale.
Fondato l'11 gennaio 1974, alla prima partecipazione a un campionato nazionale il club si classificò in prima posizione dando origine al soprannome di El equipo que nació Grande (la squadra che nacque grande).

## Storia
Nel 1970 Gaetano Greco, italiano, fondò in San Cristóbal una squadra dilettantistica di nome Juventus, prendendo spunto dall'omonimo club italiano.
Nel 1974 Greco notò che nello stato di Táchira non era presente nessuna società professionistica. L'11 gennaio dello stesso anno Greco ed altre dodici persone fondarono un club chiamato Deportivo San Cristóbal. Inizialmente i colori sociali erano il bianco ed il nero proprio come il club italiano.
Nel gennaio 1975 il club modificò i colori sociali in giallo e nero, colori che rappresentano lo stato di Táchira.

## Stadio
Il club gioca le partite interne allo stadio polisportivo de Pueblo Nuevo situato in San Cristóbal. La capacità massima è di 42 500 spettatori.

## Palmarès

### Competizioni nazionali
- Campionato venezuelano: 11

1979, 1981, 1984, 1986, 1999-2000, 2007-2008, 2010-2011, 2014-2015, 2021, 2023, 2024
- Copa Venezuela: 1

1986

### Altri piazzamenti
- Copa Venezuela:

Finalista: 2000, 2013

## Statistiche e record

### Partecipazione alle competizioni CONMEBOL
| Competizione       | Partecipazioni | Debutto | Ultima stagione | Totale |
| ------------------ | -------------- | ------- | --------------- | ------ |
| Coppa Libertadores | 25             | 1980    | 2022            | 25     |
| Coppa Sudamericana | 5              | 2002    | 2023            | 5      |
| Coppa CONMEBOL     | 3              | 1993    | 1997            | 3      |

## Tifoseria

### Storia
I tifosi del Deportivo Táchira sono conosciuti come aurinegros ("oro e nero"). Ci sono tre gruppi principali di sostenitori, La Torcida Aurinegra, La 12 ora conosciuti come La Avalacha Sur, e Comando Sur che raccoglie molti sostenitori del disciolto gruppo Los Goochigans.
Gli aurinegros hanno commesso svariate volte atti di violenza allo stadio. Uno degli eventi più tragici è avvenuto il 17 dicembre 2000 quando Los Goochigans bruciarono un bus all'interno del campo da calcio.

### Rivalità
Il match tra Deportivo Táchira e Estudiantes de Mérida è conosciuto come il Clásico de Los Andes ma negli ultimi anni il match tra Deportivo Táchira e Caracas FC è conosciuto come il derby moderno a causa dei numerosi successi di entrambe le squadre. L'altro classico rivale era il Marítimo de Venezuela negli anni '80 e '90.

## Organico

### Rosa 2018
| N. |                      | Ruolo | Calciatore           |
| -- | -------------------- | ----- | -------------------- |
| 1  | Venezuela (bandiera) | P     | José Contreras       |
| 2  | Venezuela (bandiera) | D     | Diego Araguainamo    |
| 3  | Venezuela (bandiera) | D     | Jonathan España      |
| 4  | Venezuela (bandiera) | D     | Daniel Benítez       |
| 5  | Venezuela (bandiera) | C     | Luis Melo            |
| 6  | Panama (bandiera)    | C     | Luis Ovalle          |
| 7  | Venezuela (bandiera) | A     | Darwin Gómez         |
| 8  | Venezuela (bandiera) | C     | David Zalzman        |
| 9  | Argentina (bandiera) | A     | Sergio Oscar Almirón |
| 10 | Venezuela (bandiera) | C     | Joel Infante         |
| 11 | Venezuela (bandiera) | C     | Johan Moreno         |
| 12 | Venezuela (bandiera) | P     | Beycker Velásquez    |
| 13 | Venezuela (bandiera) | D     | Manuel Granados      |
| 15 | Venezuela (bandiera) | C     | Franklin González    |
| 16 | Venezuela (bandiera) | P     | Cristopher Valera    |

| N. |                      | Ruolo | Calciatore        |
| -- | -------------------- | ----- | ----------------- |
| 17 | Venezuela (bandiera) | A     | César Martínez    |
| 18 | Venezuela (bandiera) | C     | Jeizon Ramírez    |
| 19 | Venezuela (bandiera) | A     | Duglar Angarita   |
| 20 | Venezuela (bandiera) | C     | Ángel Lezama      |
| 21 | Venezuela (bandiera) | A     | Edgar Pérez Greco |
| 22 | Venezuela (bandiera) | D     | Héctor Noguera    |
| 23 | Venezuela (bandiera) | D     | Joyner Rivera     |
| 24 | Venezuela (bandiera) | C     | Luis Chacón       |
| 25 | Panama (bandiera)    | D     | Jan Carlos Vargas |
| 26 | Venezuela (bandiera) | C     | José Rafael Reyes |
| 30 | Venezuela (bandiera) | P     | Rafael Sánchez    |
| 33 | Venezuela (bandiera) | A     | Yerson Chacón     |
| 36 | Venezuela (bandiera) | D     | Daniel Sánchez    |
|    | Venezuela (bandiera) | D     | Carlos Vivas      |

### Rosa 2017
Aggiornata al 4 aprile 2017.
| N. |                      | Ruolo | Calciatore            |
| -- | -------------------- | ----- | --------------------- |
| 1  | Venezuela (bandiera) | P     | Jose Contreras        |
| 2  | Venezuela (bandiera) | D     | Diego Araguainamo     |
| 3  | Venezuela (bandiera) | D     | Carlos Lujano         |
| 4  | Venezuela (bandiera) | D     | Daniel Benítez        |
| 5  | Venezuela (bandiera) | C     | Juan Carlos Mora      |
| 6  | Colombia (bandiera)  | C     | Víctor Córdoba        |
| 7  | Venezuela (bandiera) | A     | José Miguel Reyes     |
| 8  | Venezuela (bandiera) | C     | Ágnel Flores          |
| 9  | Paraguay (bandiera)  | A     | Víctor Aquino         |
| 10 | Venezuela (bandiera) | C     | Jorge Rojas           |
| 11 | Venezuela (bandiera) | C     | Pedro Ramírez Paredes |
| 12 | Venezuela (bandiera) | P     | Rafael Sánchez        |
| 13 | Venezuela (bandiera) | D     | Pablo Camacho         |
| 14 | Venezuela (bandiera) | C     | Samuel Sosa           |

| N. |                      | Ruolo | Calciatore             |
| -- | -------------------- | ----- | ---------------------- |
| 15 | Venezuela (bandiera) | C     | Jan Carlos Hurtado     |
| 16 | Venezuela (bandiera) | A     | Jesús Alberto González |
| 17 | Colombia (bandiera)  | D     | Yúber Mosquera         |
| 18 | Venezuela (bandiera) | D     | Gerzon Chacón          |
| 19 | Venezuela (bandiera) | D     | Rohel Briceño          |
| 21 | Venezuela (bandiera) | A     | Edgar Pérez Greco      |
| 22 | Venezuela (bandiera) | P     | Daniel Valdés          |
| 23 | Venezuela (bandiera) | D     | Layneker Zafra         |
| 25 | Venezuela (bandiera) | C     | Josmar Zambrano        |
| 28 | Venezuela (bandiera) | D     | Eduin Quero            |
|    | Venezuela (bandiera) | D     | Daniel Sánchez         |
|    | Venezuela (bandiera) | C     | Henry Sanabria         |
|    | Venezuela (bandiera) | C     | Jhonny Monsalve        |
|    | Venezuela (bandiera) | C     | José Rafael Reyes      |